# Hippopsis fractilinea
Hippopsis fractilinea là một loài bọ cánh cứng trong họ Cerambycidae.